# Niederlehme
Niederlehme (niedersorbisch Nižše Łomy) ist ein Ortsteil von Königs Wusterhausen im Landkreis Dahme-Spreewald im Bundesland Brandenburg der Bundesrepublik Deutschland.

## Geografie

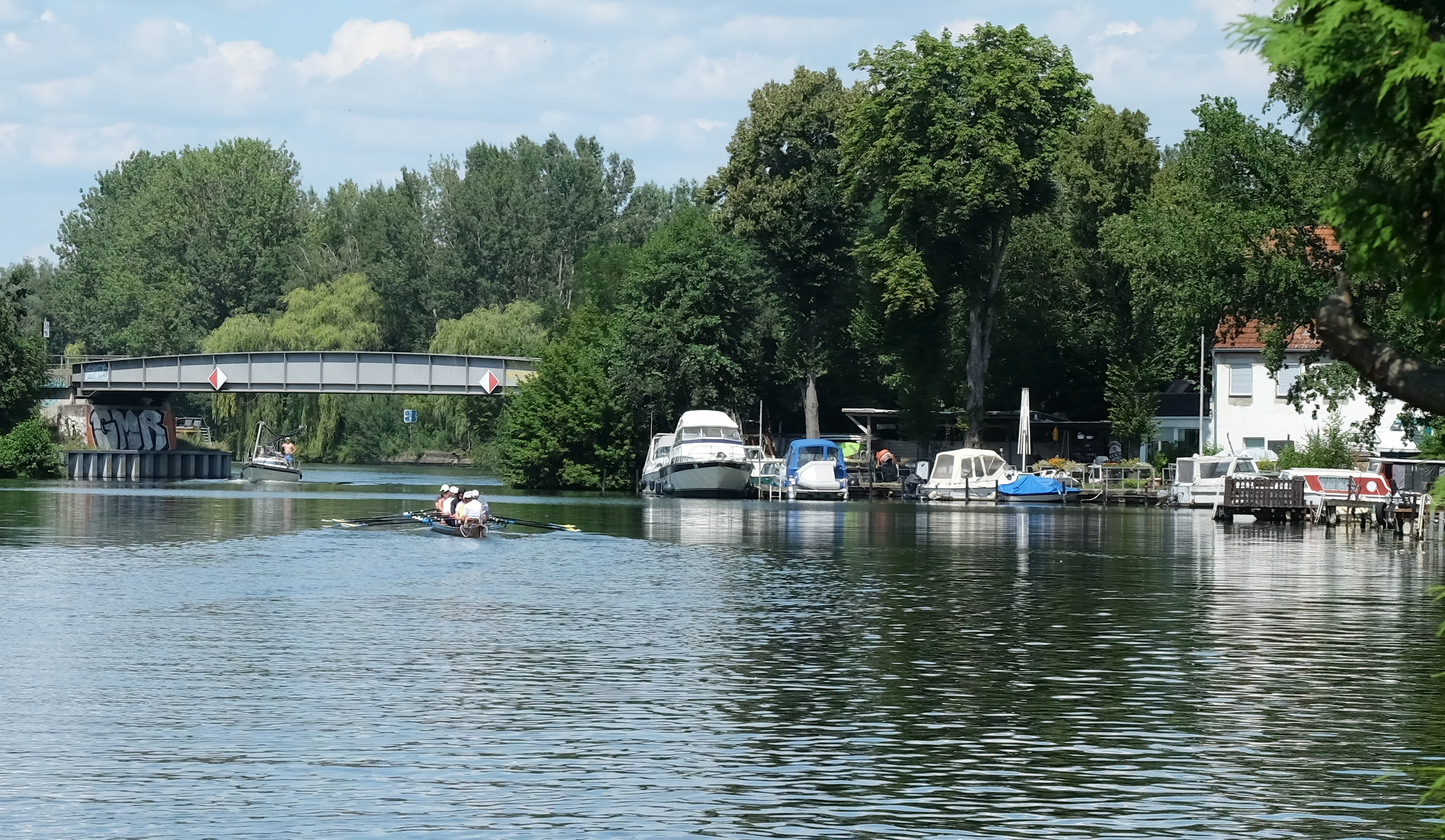
Die Dahme in Niederlehme

Niederlehme liegt südöstlich von Berlin, am Ostufer der Dahme.
Ortsgliederung
Niederlehme zugehörig ist der Ortsteil Ziegenhals. Ziegenhals befindet sich nördlich von Niederlehme und gehört mit seinem Südteil zu Niederlehme und mit dem Nordteil zu Wernsdorf. Im Zuge der Gebietsreform wurde Niederlehme am 26. Oktober 2003 einer von sieben neuen Ortsteilen der Stadt Königs Wusterhausen. Um die vielfach gleichen Straßennamen in den Ortsteilen individuell, aber trotzdem unter dem Stadtnamen „Königs Wusterhausen“ adressieren zu können, wurden einigen Ortsteilen Königs Wusterhausens ab 1. Januar 2009 neue Postleitzahlen zugeordnet. Zuvor wurden bereits Straßen umbenannt.

## Geschichte
Die kleine Ansiedlung Niederlehme wurde 1315 als Lomen inferior erstmals urkundlich erwähnt, vor Königs Wusterhausen (1320). Die Bezeichnung inferior unterschied den Ort von Alta Lomen = Hoherlehme, einem heutigen Wohnplatz von Wildau. 1503 findet sich ein Eintrag als Nyderlomen. Lomen geht auf das Idiom der ursprünglich hier ansässigen westslawischen Stämme zurück und bedeutet Siedlung bei einem Windbruch (im Wald) Später gehörte Niederlehme gemeinsam mit Czernestorf (Zernsdorf) und Neue Mühle zum Besitz des Schlosses Wusterhausen und als um 1500 die Schenken von Landsberg das Wusterhausener Schloss und die dazugehörigen Ländereien erwarben, war Niederlehme über eine lange Zeit der Herrschaft Teupitz (Schenkenländchen) zugehörig, später zu den Kreisen Beeskow/Storkow (bis 1952) und Königs Wusterhausen. 2003 wurde Niederlehme zu Königs Wusterhausen eingemeindet.
Gegenüber dem ehemaligen Sporthaus Ziegenhals erinnert ein Gedenkstein an den letzten Auftritt von Ernst Thälmann am 7. Februar 1933 vor seiner Verhaftung durch die Nationalsozialisten, als er im Sporthaus auf einer illegalen Versammlung vor KPD-Funktionären sprach. In der Straße „Am Dorfanger“ erinnert ein Ehrenmal an die Widerstandskämpfer Paul Schütze, Karl Scherer und Paul Schulze.
Von 1957 bis 1990 war an der Wernsdorfer Straße das Nachrichtenregiment 2 stationiert, welches direkt dem Ministerium für Nationale Verteidigung unterstellt war. Die Einheit zählte etwa 700 Soldaten, zusammen mit den Familien der Berufssoldaten ein erheblicher Teil der Orts-Anwohner. Daneben gab es im Ort weitere militärische Einrichtungen, zum Beispiel die Zentralstelle für Nachrichtennetze.

## Politik
Ortsvorsteherin ist Katharina Ennullat (Stand: 9. März 2020).

## Kirche

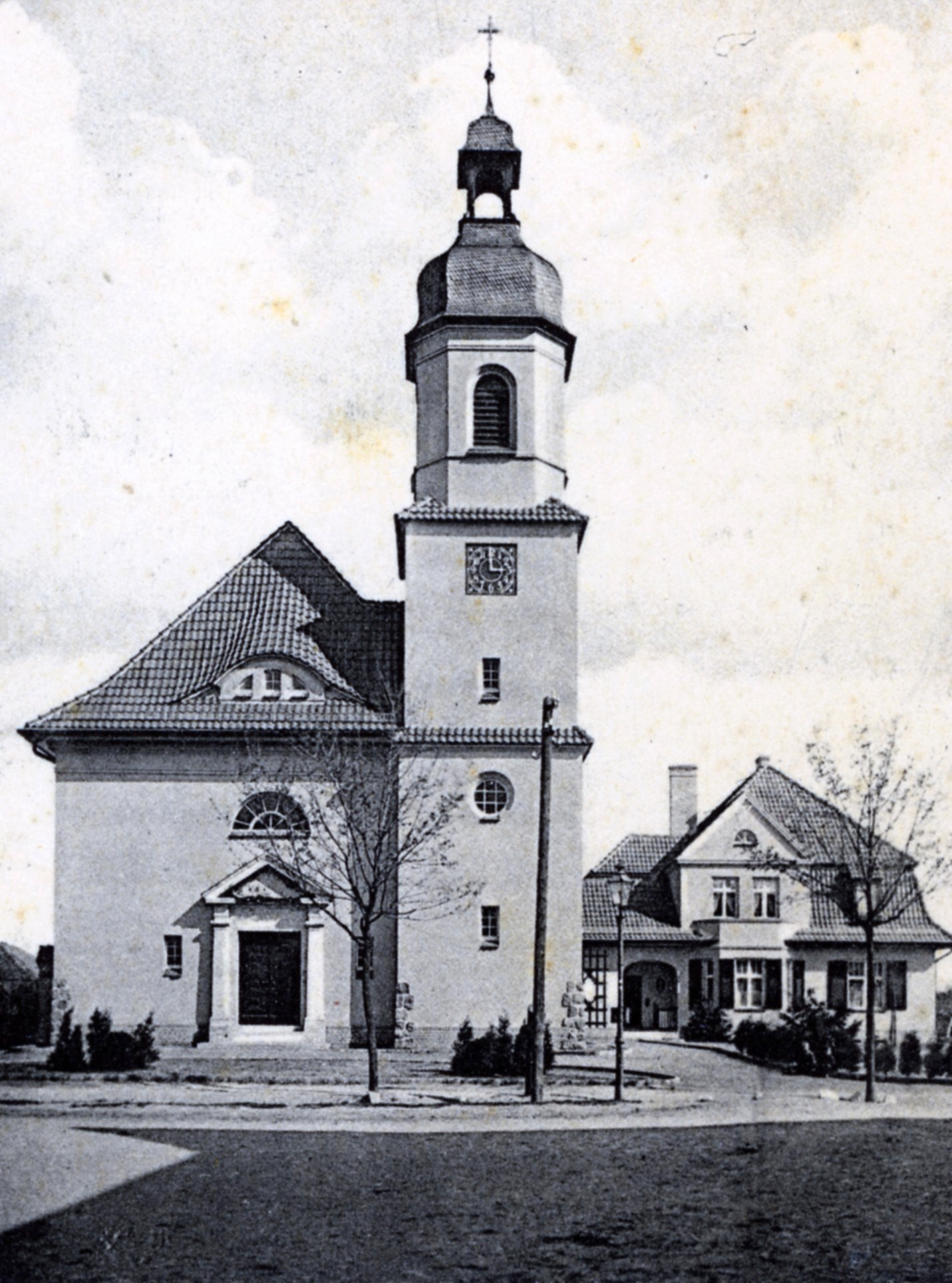
Evangelische Kirche Niederlehme im Jahr 1916

Die evangelische Kirche Niederlehme wurde in den Jahren 1913/1914 in Niederlehme errichtet. Sie ist eine Schöpfung des Königlichen Baurates Otto Hetzel (Berlin-Charlottenburg) und stand unter der Bauaufsicht des Königlichen Oberbaurates und Leiters des kirchlichen Bauamtes für die Provinz Brandenburg Georg Büttner. Die Kirche besteht aus einem mit Gemeindesaal und Pfarrhaus verbundenen Gebäudekomplex, der sich als architektonische Einheit darstellt. Der Sakralbau zeigt Merkmale von Neobarock (Wilhelminischer Stil) und Jugendstil im Rahmen der damaligen Reformarchitektur. Das Gebäude wurde am 13. Februar 2007 in die Liste der Baudenkmäler des Landes Brandenburg aufgenommen.

## Industrie

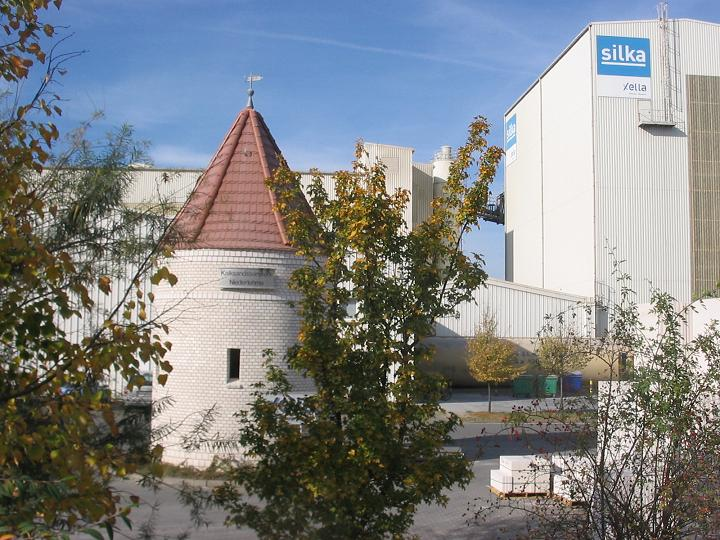
Kalksandsteinwerk Niederlehme

Niederlehme ist ein historisch gewachsener Gewerbe- und Industriestandort und zählt zu den ältesten Produktionsstandorten von Kalksandstein in Deutschland. Befördert wurde die Produktion durch die Nähe zu Rüdersdorf mit dem historischen Kalksteinbruch Rüdersdorf, der auf das 13. Jahrhundert und die Arbeit der Zisterzienser zurückgeht und dessen Geschichte der Museumspark Rüdersdorf dokumentiert. Insbesondere im Bauboom der Jahre 1924/1925 und 1930 hatten die Kalk- und Zementfabriken in Rüdersdorf und die Kalksteinwerke in Niederlehme Hochkonjunktur. „Halb Berlin“ soll mit dem Niederlehmer Kalksandstein gebaut worden sein.
Robert Guthmann, der Besitzer des Niederlehmer Kalksandsteinwerks um die Wende vom 19. zum 20. Jahrhundert, ließ das heutige Wahrzeichen des Ortes errichten, den Wasserturm. Im Ort erinnert die Robert-Guthmann-Straße an den Industriellen.

## Verkehr
Der Haltepunkt Niederlehme liegt an der Bahnstrecke Königs Wusterhausen–Grunow, auf der die Regionalbahnlinie RB 36 der Niederbarnimer Eisenbahn von Königs Wusterhausen nach Frankfurt (Oder) verkehrt.
Der öffentliche Personennahverkehr wird unter anderem durch den PlusBus des Verkehrsverbund Berlin-Brandenburg erbracht. Folgende Verbindung führt, betrieben von der Regionale Verkehrsgesellschaft Dahme-Spreewald und Busverkehr Oder-Spree, durch Niederlehme:
- Linie 428: Königs Wusterhausen ↔ Niederlehme ↔ Ziegenhals ↔ Wernsdorf ↔ Neu Zittau ↔ Erkner

Durchzogen wird der Ort von West nach Ost von der A 10, die am Segelfliegerdamm eine nach Niederlehme benannte Anschlussstelle besitzt, und von Nord nach Süd von der Landesstraße 30.

## Wasserturm
Um „aller Welt [zu] zeigen, dass die in Niederlehme geformten Kalksandsteine (…) manche Belastung aushalten“, ließ Robert Guthmann einen Wasserturm aus Kalksandsteinen errichten. Der Turm wurde 1902 fertiggestellt nach dem Vorbild des Istanbuler Galataturms, eines Christus-Turms aus den Jahren 1348/1349. Der Turm ist 27 Meter hoch und 8,50 Meter dick. Ein mehrstufiges Kegeldach bildet den oberen Abschluss. Er hat zwar eine schmale Aussichtsgalerie, war aber der Öffentlichkeit nie zugänglich. Erst seit der Einrichtung des Wasserturmfestes 2007 steht das Bauwerk einmal jährlich zur Besichtigung offen.
Bis in die 1960er Jahre speiste der Turm Wasser in die Niederlehmer Leitungen. 1990 ging er mit dem Kalksandsteinwerk an den Haniel-Konzern. 1999 erwarb ein Maklerbüro das historische Bauwerk, um darin ein Schifffahrtsmuseum einzurichten. 2013 scheiterten die Pläne des neuen Besitzer ihn als Wohnturm zu nutzen, da die Behörden die Gefahr sahen, dass Autofahrer auf der A 10 durch Licht im Turm abgelenkt werden könnten. Der Wasserturm gilt nicht nur als Wahrzeichen Niederlehmes, sondern durch seine Lage unmittelbar an der Autobahn auch als markanter Punkt des südöstlichen Berliner Rings.

## Vereine
- SG Niederlehme 1912 e. V.
- Förderverein Evangelische Kirche Niederlehme e. V.
- Segelverein am Möllenzugsee e. V.
- Heimatverein Niederlehme e. V.
- Förderverein der Freiwilligen Feuerwehr e. V.